# Ostatnia gwiazdka
Ostatnia gwiazdka (ang. Last Christmas) – świąteczny odcinek specjalny brytyjskiego serialu science-fiction pt. Doktor Who. Premiera odcinka odbyła się 25 grudnia 2014 na kanale BBC One. Jest on dziesiątym odcinkiem świątecznym od przywrócenia serialu na ekrany w 2005 roku oraz jest pierwszym odcinkiem świątecznym z udziałem Petera Capaldiego. Scenariusz odcinka został napisany przez Stevena Moffata, a reżyserem był Paul Wilmshurst. Polska premiera odbyła się 28 grudnia 2014.
W odcinku wystąpili m.in. Nick Frost, który zagrał rolę św. Mikołaja w tym odcinku, jak i również w finałowej scenie w odcinku Śmierć w niebie, a także Michael Troughton, który jest synem aktora Patricka Troughtona, odtwórcy roli Drugiego Doktora w tym serialu w latach 1966-1969. Zdjęcia odbyły się we wrześniu 2014 roku. Odcinek obejrzało ponad 8 milionów widzów w Wielkiej Brytanii i był szóstym najchętniej oglądanym programem na BBC One w pierwszy dzień świąt Bożego Narodzenia. Krytycy zasadniczo dobrze oceniali odcinek, chwaląc m.in. fabułę oraz umiejętności aktorskie obsady. Wielu krytyków zauważyło też liczne nawiązania do filmów Incepcja oraz Obcy – ósmy pasażer Nostromo.

## Fabuła
Na dachu Clary rozbija się Święty Mikołaj z elfami. Podczas rozmowy Clary z Mikołajem, ląduje Doktor, prosząc ją by weszła z nim do TARDIS. Wówczas Doktor informuje Świętego Mikołaja, że wie, co się dzieje.
W tym czasie na stacji polarnej na biegunie północnym jedna z naukowców, Shona McCullough, ma właśnie wejść do sali chorych. Shona wiedząc, że może ich obudzić własnymi myślami, a oni wówczas mogą ją zabić, próbuje ogłuszyć myśli tańcząc i wczuwając się w słowa piosenki Merry Xmas Everybody. W tym czasie pojawiają się Doktor i Clara, którzy obudzili „chorych”. Doktor chcąc ogłuszyć myśli Clary, zaczyna temat Danny'ego. Wówczas Clara informuje go, że Danny nie żyje. Chcąc uratować Shonę, Doktora i Clarę z opresji przychodzi reszta naukowców z bronią, lecz mimo to zostają oni zaatakowani.
Chwilę później pojawia się Święty Mikołaj, który zatrzymuje atak. Po jakimś czasie Clara i Doktor rozstrzygają, że obaj siebie nawzajem oszukali. Po tym grupa naukowców wraz z Doktorem i Clarą oglądają nagrania z bazy. Gdy Clara odeszła do grupy, została zaatakowana. W śnie spotyka Danny'ego w Boże Narodzenie. Ze snu, który po dłuższym czasie ją by zabił, ratuje ją Doktor.
Po rozmowie Doktora, Clary i naukowców, Doktor wysuwa teorię, że oni wszyscy śnią. Teorię tę potwierdza Święty Mikołaj, więc załoga TARDIS oraz naukowcy łapią się za ręce i razem budzą się. Doktor postanawia pożegnać się z naukowcami stacji polarnej, jednak Clara przekonuje go, że oni nadal są w śnie. Doktor powiadamia naukowców, że śnią i wskazuje na „chorych”, u których odkrywa cechy, jakie mają naukowcy. W międzyczasie przez kamery zainstalowane w sali chorych i ekrany w sali, w której znajdują się postacie, przechodzi "chory", który przypomina jednego z naukowców, Alberta Smithe i zabiera swojego prawdziwego odpowiednika. Doktor, Clara oraz pozostali naukowcy, Ashley, Fiona i Shona uciekają na zewnątrz budynku, a Doktor proponuje wejście do TARDIS. Jednak wejście uniemożliwiają "chore" kopie Doktora i Clary. Z opresji ponownie ratuje ich Święty Mikołaj.
Na saniach Świętego Mikołaja, ekipa jaka ocalała ma okazję zwiedzić Londyn z lotu ptaka. Naukowcy zaczynają znikać i budzić się w odpowiednich miejscach i czasie. Doktor budzi się jako następny i od razu leci do miejsca snu Clary. Okazuje się, że Clara została w śnie 62 lata i kiedy Doktor ją uratował, była już w podeszłym wieku. Kiedy Doktor i Clara rozmawiają, nagle do pokoju wchodzi Święty Mikołaj. W tym momencie Doktor ostatecznie się budzi i ratuje Clarę w normalnym wieku. Doktor i Clara postanawiają wznowić swoje podróże w TARDIS.

### Nawiązania do innych historii
- Pomoc Doktora w otworzeniu christmas crackera dla Clary w podeszłym wieku jest nawiązaniem do sytuacji z poprzedniego odcinka świątecznego pt. Czas Doktora (2013). Wówczas to jedenasty Doktor, który był w podeszłym wieku nie mógł otworzyć christmas crackera i w tym pomogła mu Clara[12].

## Wydanie na DVD i Blu-ray
Odcinek Ostatnia gwiazdka zostanie wydany na DVD i Blu-ray jako niezależny segment w Regionie 2. 26 stycznia 2015 roku, natomiast w Regionie 1. 17 lutego 2015 roku.
19 października 2015 został wydany zestaw odcinków na DVD o nazwie Doctor Who – The Christmas Specials. Zestaw obejmował 10 odcinków świątecznych, od odcinka Świąteczna inwazja do odcinka Ostatnia gwiazdka.

## Ścieżka dźwiękowa
Wszystkie utwory pojawiające się w tym odcinku zostały skomponowane przez Murray Golda. 18 maja 2015 roku wydawnictwo Silva Screen Records wydało ścieżkę dźwiękową z sezonu 8 oraz z tego odcinka świątecznego. Na utwory z tego odcinka poświęcono całą trzecią płytę, w której zawarto 14 utworów.